# Szczurówka

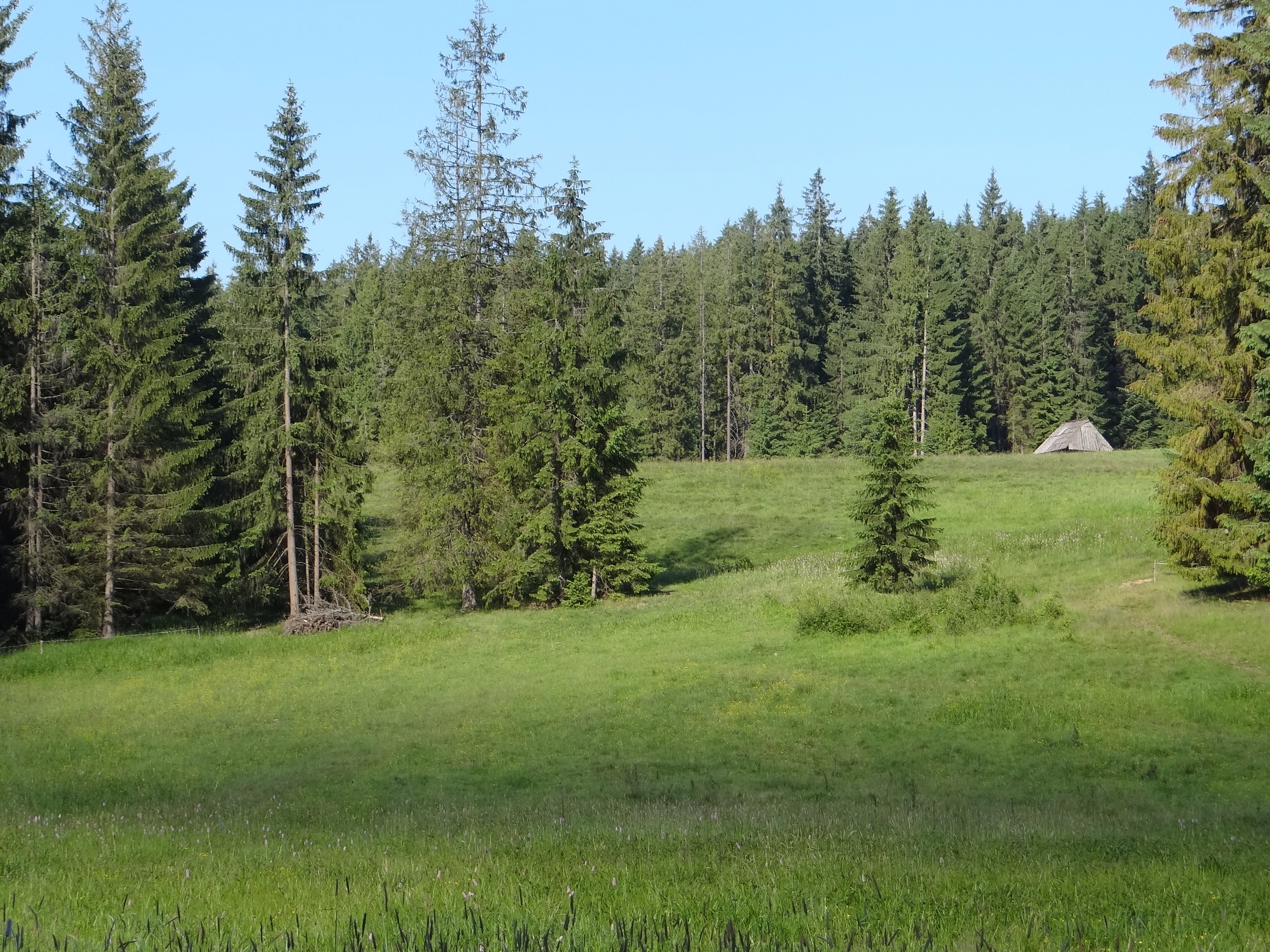
Widok na polanę Szczurówka

Szczurówka – polana reglowa zlokalizowana na orograficznie lewych zboczach doliny Czarnego Dunajca, u podnóża Hurchociego Wierchu, nad potokiem Przybylanka. Położona jest ona na wysokości ok. 860–920 m n.p.m. Na polanie znajdują się szałasy, świadczące o jej pasterskiej przeszłości. Od północnego zachodu sąsiaduje z większą polaną Solarzówka. 
Administracyjnie polana leży na terenie wsi Witów i znajduje się pod zarządem Wspólnoty Leśnej Uprawnionych Ośmiu Wsi.